# Spejdergruppe
En  spejdergruppe er den mindste selvstændige enhed i spejderkorpsene. Afdelingerne/grenene i en spejdergruppe kaldes hos de blå familiespejd, mikro, mini, junior, trop og klan, og hos de grønne Familiespejder, Bæver, Ulv, Junior, Tropspejder, Tropsenior og Rover. Aldersgrupperingerne varierer i de forskellige spejderkorps, men man kan blive spejder fra 6-års-alderen. Familiespejd er for barn og forældre, og er for de 3-5-årige.
En spejdergruppe ledes af gruppebestyrelsen, der er de enkelte afdelingers ledere i samarbejde med gruppelederen og forældrerepræsentanter. Den årlige generalforsamling i gruppen kaldes et grupperådsmøde, og er for gruppestyrelsen, alle forældrene og i princippet også for interesserede medborgere.
Flere spejdergrupper danner sammen en 'division', distrikt eller 'region' (alt efter korps), der oftest geografisk dækker en eller flere kommuner. Divisioner, distrikter eller regioner er organiseret under de forskellige spejderkorps, og er mest koordinerende og administrerende enheder.
Hos FDF, der principielt ikke er spejdere, er den tilsvarende enhed en kreds, der er samlet i landsdele. Indenfor de enkelte landsdele samarbejder geografisk forbundne kredse i netværk.